# Battaglia di Capo Nord
La battaglia di Capo Nord, o battaglia dell'Isola degli Orsi, fu l'ultimo scontro navale tra unità di superficie alleate e tedesche durante la seconda guerra mondiale. Avvenne il 26 dicembre 1943 al largo di Capo Nord tra due squadre navali della Royal Navy, adibite rispettivamente alla scorta dei convogli JW-55B e RA-55A, e l'incrociatore da battaglia tedesco Scharnhorst, conclusosi con l'affondamento di quest'ultimo.

## La flotta di superficie tedesca nel periodo 1942-1943

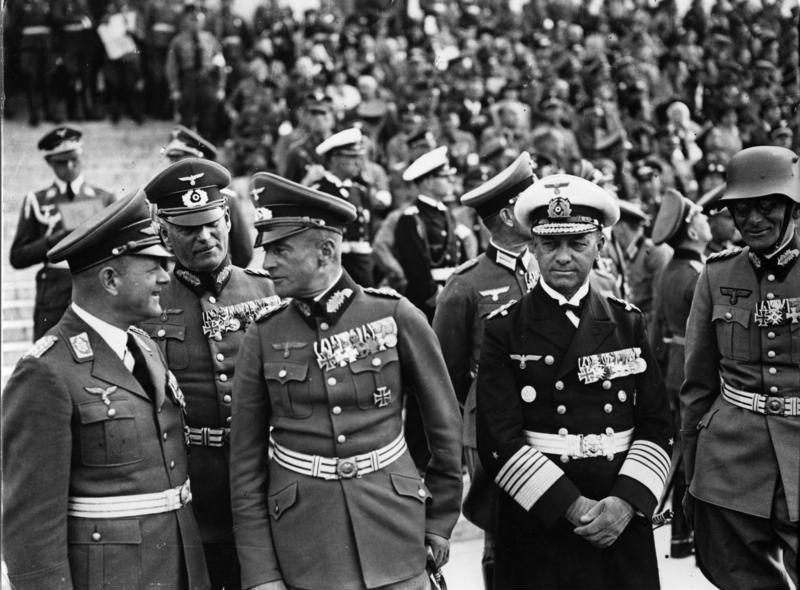
Il Großadmiral Erich Raeder (secondo da destra), comandante della Kriegsmarine, a Norimberga il 12 settembre 1938

A seguito del fallimento dell'operazione Rheinübung, conclusasi con l'affondamento della corazzata Bismarck, la Kriegsmarine rinunciò all'idea di operare nell'oceano Atlantico con le sue navi di superficie e, per ordine di Hitler, tra l'11 e il 13 febbraio 1942 le unità presenti nel porto di Brest, lo Scharnhorst, lo Gneisenau e il Prinz Eugen, vennero trasferite, con la cosiddetta operazione Cerberus, ossia l'attraversamento del canale della Manica, nel mare del Nord e nel mar Baltico; la presenza delle grandi unità di superficie tedesche, unita alla successiva entrata in linea della corazzata Tirpitz, costrinse la Royal Navy a tenere due squadre di incrociatori costantemente in mare per sorvegliare lo stretto di Danimarca e lo spazio tra le isole Fær Øer e l'Islanda, al fine di bloccarne una eventuale sortita nell'Atlantico.
Le attività delle navi di superficie tedesche nel mare del Nord furono tuttavia limitate e le uniche azioni di rilievo furono la battaglia del mare di Barents, avvenuta il 31 dicembre 1942, e l'operazione Zitronella, compiuta tra il 6 e il 9 settembre 1943 congiuntamente dalle tre navi, scortate da dieci cacciatorpediniere, contro le isole Svalbard, dove, con uno sbarco a sorpresa della fanteria di marina a Barentsburg, furono distrutte le installazioni militari e le batterie della Tirpitz demolirono gli impianti delle miniere di carbone. Lo scarso utilizzo delle navi di superficie fu alla base dell'intenzione del Führer di smantellarle, in quanto da lui ritenute costose e inefficaci, allo scopo di utilizzare i loro cannoni come batterie costiere in Norvegia; il Großadmiral Erich Raeder, comandante della Kriegsmarine, si oppose fermamente all'ipotesi e, a causa di ulteriori contrasti con Hitler, che avevano portato quest'ultimo a sostituirlo il 30 gennaio 1943 con il comandante della flotta sottomarina tedesca, il Befehlshaber der U-Boote, l'ammiraglio Karl Dönitz, nel mese di maggio rassegnò le dimissioni, ritirandosi dal servizio attivo.

## L'operazione Ostfront
Nel mese di marzo del 1943 lo Scharnhorst salpò dal porto di Narvik e successivamente, insieme alla Tirpitz e alla corazzata tascabile Lützow, raggiunse il fiordo di Alta, costituendo un potente deterrente al comando del contrammiraglio Friedrich Karl Topp (già comandante della Tirpitz); peraltro le tre navi rimasero alla fonda durante i mesi estivi poiché l'attività dei convogli, a causa del pericolo rappresentato dalle unità di superficie e dai sommergibili, unito alla lunghezza delle giornate che ne avrebbero favorito l'avvistamento e gli attacchi aerei, fu sospesa, per riprendere con l'approssimarsi dell'inverno.
In considerazione dell'avvicinarsi dell'inverno, la Kriegsmarine iniziò a smobilitare parzialmente il personale imbarcato sulle grandi navi, richiamando sia il contrammiraglio Topp sia il comandante della Scharnhorst a Berlino, sostituendoli con i neo-promossi contrammiraglio Erich Bey e capitano di vascello Hinze: entrambi provenivano da cacciatorpediniere ed erano a digiuno di esperienza su grandi navi. In linea di massima, la Marina Tedesca, conscia dell'inferiorità dei propri mezzi di scoperta rispetto alla Royal Navy, pensava di evitare scontri di superficie in inverno. Tuttavia, l'aggravarsi della situazione sul fronte russo richiese un cambio di piani, obbligando a impegnarsi fino in fondo per far vedere all'OKW che anche le grandi navi davano il loro contributo.
Il 22 dicembre 1943 fu avvistato dai ricognitori della Luftwaffe il convoglio artico JW-55B, diretto verso il porto di Murmansk, in Unione Sovietica; il convoglio era composto da diciannove mercantili, scortati da cinque cacciatorpediniere britannici, l'HMS Onslow, l'HMS Onslaught, l'HMS Orwell, l'HMS Scourge e l'HMS Impulsive, da tre cacciatorpediniere canadesi, l'HMCS Haida, l'HMCS Huron e l'HMCS Iroquois, e dal dragamine britannico HMS Gleaner; era previsto che il convoglio sarebbe transitato a circa 150 miglia a nord di Capo Nord il 26 dicembre e furono inoltrate le disposizioni affinché lo Scharnhorst salpasse allo scopo di intercettarlo in una missione denominata in codice Operazione Ostfront.

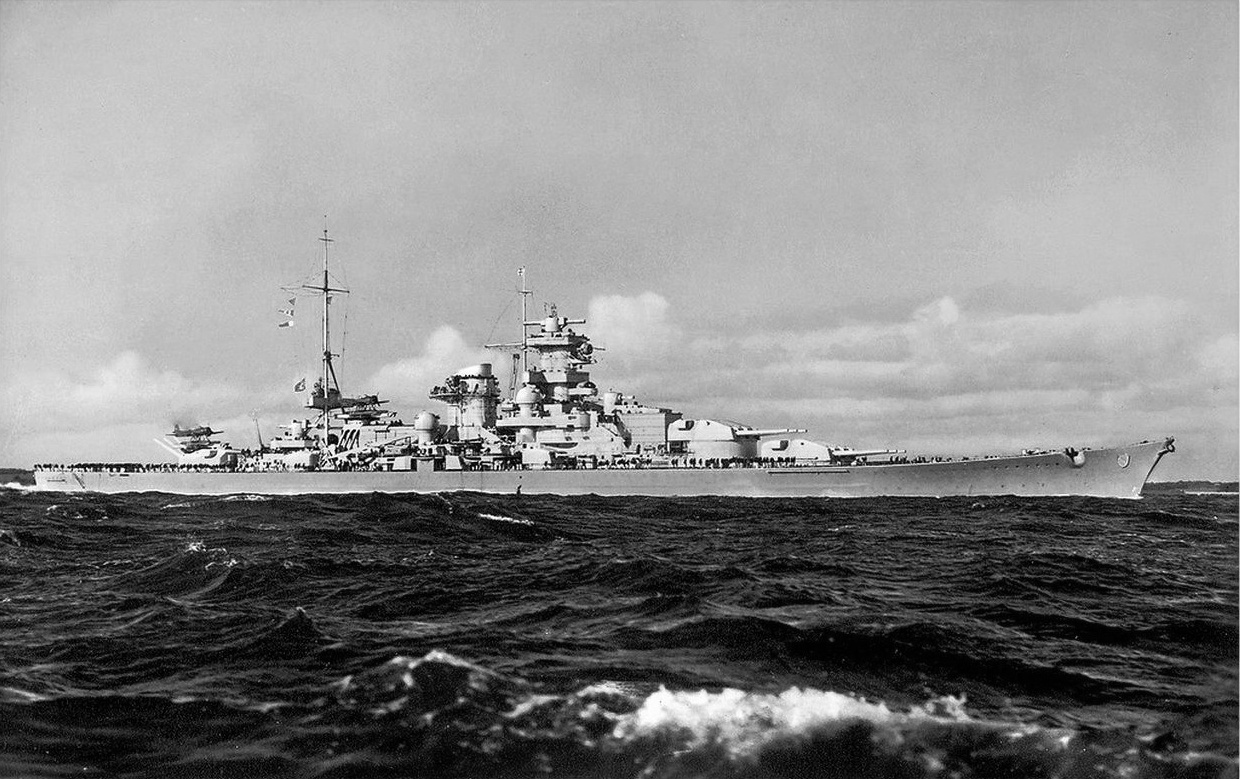
L'incrociatore da battaglia tedesco Scharnhorst in navigazione nei primi mesi del conflitto

L'incrociatore da battaglia tedesco era rimasta l'unica unità disponibile nella zona di Alta dopo che la Tirpitz era stata gravemente danneggiata, a seguito di un attacco compiuto il 22 settembre da alcuni sommergibili inglesi della classe X, i cui equipaggi riuscirono a piazzare delle cariche esplosive sotto lo scafo della corazzata, rendendola inutilizzabile per diversi mesi.

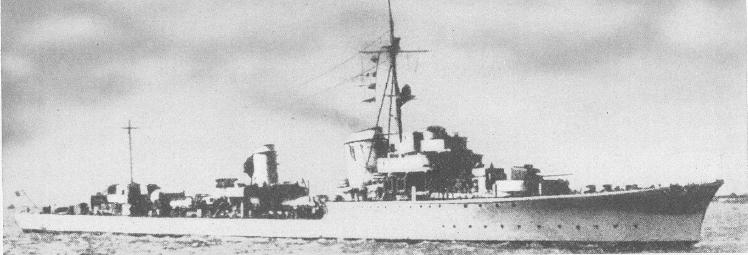
Cacciatorpediniere tedesco della classe Narvik

Il comando navale tedesco della base di Narvik espresse una notevole preoccupazione per lo svolgimento dell'operazione, in quanto le previsioni meteorologiche davano mare in burrasca con venti di tempesta e, se questi elementi avrebbero certamente rallentato la scorta del convoglio, avrebbero fatto altrettanto con quella dello Scharnhorst; inoltre la possibilità di nevicate avrebbe ostacolato la ricognizione aerea. Il comando navale contattò l'ammiraglio Otto Schniewind presso il quartier generale del Gruppo navale nord a Kiel per chiedere che l'operazione fosse rinviata ma Dönitz, contattato a sua volta mentre si trovava a Berlino, insistette per dare comunque il via all'operazione e, alle ore 17:00 del 25 dicembre, fu dato l'ordine all'incrociatore da battaglia tedesco, al comando del capitano di vascello Fritz Julius Hintze, e sul quale si trovava il comandante di squadra, il contrammiraglio Erich Bey di salpare insieme alla sua scorta, composta da cinque cacciatorpediniere della classe Narvik, Z 29, Z 30, Z 33, Z 34 e Z 38.

## Le forze alleate nella zona di Capo Nord

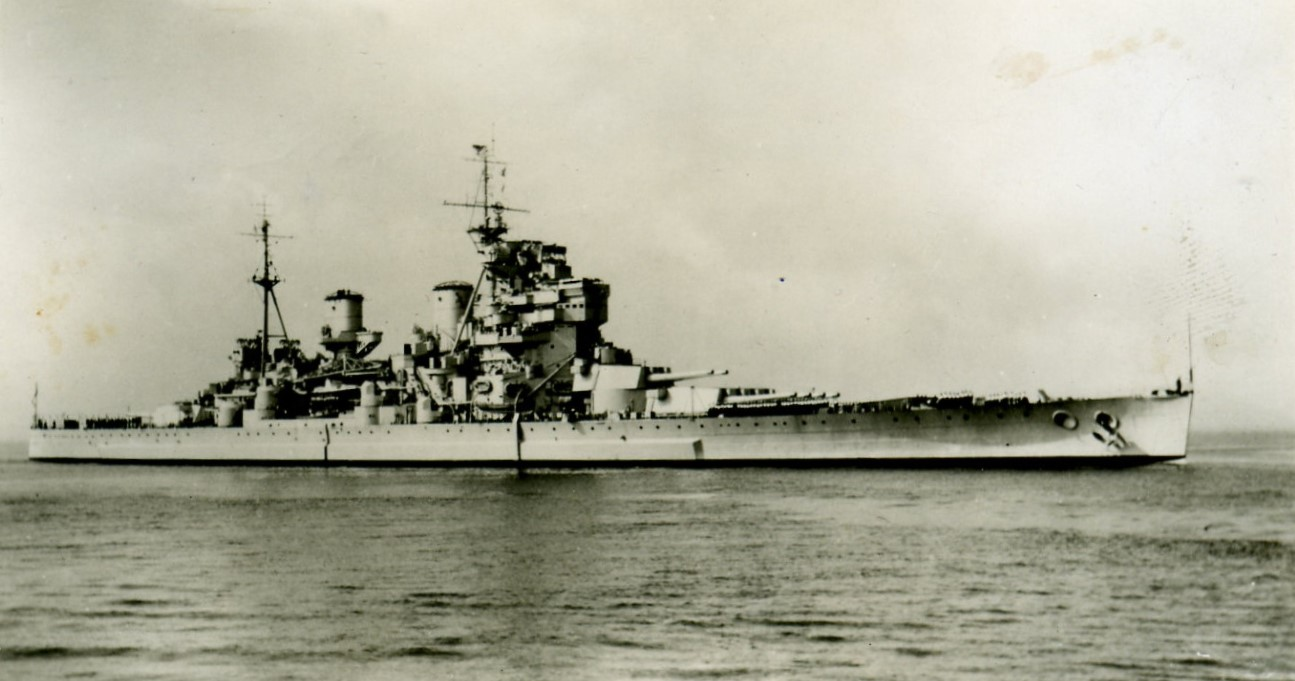
La corazzata inglese HMS Duke of York

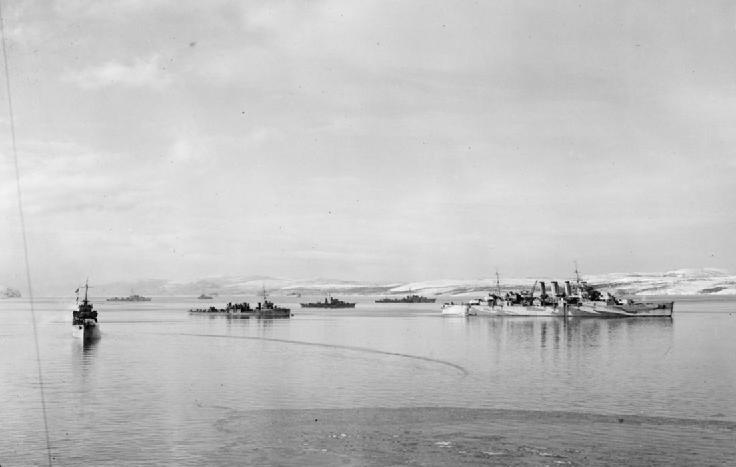
L'incrociatore pesante inglese HMS Norfolk, durante la scorta a un convoglio in Unione Sovietica

Il convoglio JW-55B godeva come scorta indiretta di una potente squadra navale, composta dalla corazzata classe King George V HMS Duke of York, sulla quale era imbarcato il comandante di squadra, l'ammiraglio Sir Bruce Fraser, che dal mese di giugno aveva sostituito l'ammiraglio John Tovey al comando della Home Fleet, dall'incrociatore leggero HMS Jamaica e da tre cacciatorpediniere, l'HMS Savage, l'HMS Scorpion e l'HMS Saumarez; la squadra era inoltre integrata dal cacciatorpediniere norvegese Stord che incrociava a maggiore distanza.
La squadra alleata comandata da Fraser non era l'unica presente nella zona: a circa 150 miglia dal convoglio JW-55B, infatti si trovava anche il convoglio RA-55A; esso era un convoglio "vuoto", ossia composto da navi che avevano precedentemente trasportato il loro carico in Unione Sovietica e che stavano facendo ritorno in Gran Bretagna per essere nuovamente approvvigionate. Il convoglio era formato da ventidue mercantili, con scorta diretta di sette cacciatorpediniere inglesi, l'HMS Musketeer, l'HMS Opportune, l'HMS Virago, l'HMS Matchless, l'HMS Milne, l'HMS Meteor, l'HMS Ashanti, da un cacciatorpediniere canadese, l'HMCS Athabaskan, e dal dragamine inglese HMS Seagull, mentre la scorta indiretta era formata da una divisione di incrociatori composta dall'incrociatore pesante HMS Norfolk e dagli incrociatori leggeri HMS Belfast e l'HMS Sheffield, comandata dal contrammiraglio Sir Robert Burnett.

## Gli avvistamenti delle due squadre navali

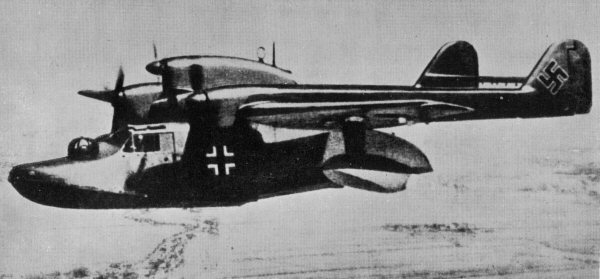
Un aereo da ricognizione tedesco Blohm & Voss BV 138, facente parte delle unità che il maresciallo dell'aria Hermann Göring inviò negli aeroporti intorno a Capo Nord nell'estate del 1942

Immediatamente dopo la partenza dello Scharnhorst, l'ammiraglio Schniewind, date le condizioni del mare e il ritardo nell'inizio dell'operazione, tentò nuovamente di fare annullare la missione, chiedendo all'ammiraglio Dönitz che almeno i cinque cacciatorpediniere fossero richiamati, ma la risposta dell'Alto comando della Kriegsmarine arrivò solo alle 00:02 del 26 dicembre e, contrariamente a quanto richiesto, venne ordinato che, in caso di condizioni estreme o di impossibilità ad adempiere la missione, solo le unità di scorta avrebbero potuto rientrare, mentre l'incrociatore da battaglia avrebbe dovuto procedere da solo come "nave corsara armata", aggiungendo che "il combattimento non doveva essere lasciato a metà".

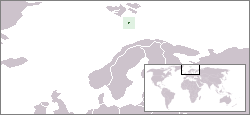
L'Isola degli Orsi, punto di avvistamento del convoglio alleato JW-55B

In quel momento, mentre la squadra tedesca era ancora convinta di lanciarsi all'inseguimento di un convoglio debolmente difeso, le condizioni atmosferiche indussero il contrammiraglio Bey a interrompere il silenzio radio per segnalare un'avaria occorsa a uno dei cacciatorpediniere e questo fu sufficiente alle unità alleate per capire che una grossa nave di superficie era in navigazione; immediatamente la squadra di Fraser, che si trovava a circa 220 miglia di distanza, e quella di Burnett, distante meno di 150 miglia, si diressero verso Capo Nord, facendo contemporaneamente deviare il convoglio JW-55B verso nord-est, al fine di allontanarlo dal pericolo di contatto con unità nemiche.
Alle ore 7:55 del 26 dicembre il contrammiraglio Bey, non riuscendo a individuare la posizione del convoglio, diede ordine ai cacciatorpediniere di dirigersi verso sud-ovest, disponendosi "a ventaglio", mentre lo Scharnhorst avrebbe proseguito verso nord nel tentativo di formare una "tenaglia" per intrappolare il convoglio; pochi minuti dopo un ricognitore della Luftwaffe avvistò l'HMS Duke of York che si stava velocemente avvicinando, ma il messaggio trasmesso dall'aereo fu incompleto e la squadra tedesca, che aveva precedentemente ricevuto un messaggio dai sommergibili che si trovavano nella zona dell'Isola degli Orsi, che avevano a loro volta avvistato il convoglio, segnalando tuttavia come scorta solo incrociatori leggeri e navi di piccola stazza, ritenne di potere intercettare il convoglio prima di entrare in contatto con le unità di scorta, le quali sarebbero state in ogni caso in posizione di svantaggio rispetto alle artiglierie da 280 mm di cui lo Scharnhorst era dotato, continuando a ignorare l'approssimarsi di una corazzata.

## L'affondamento delloScharnhorst

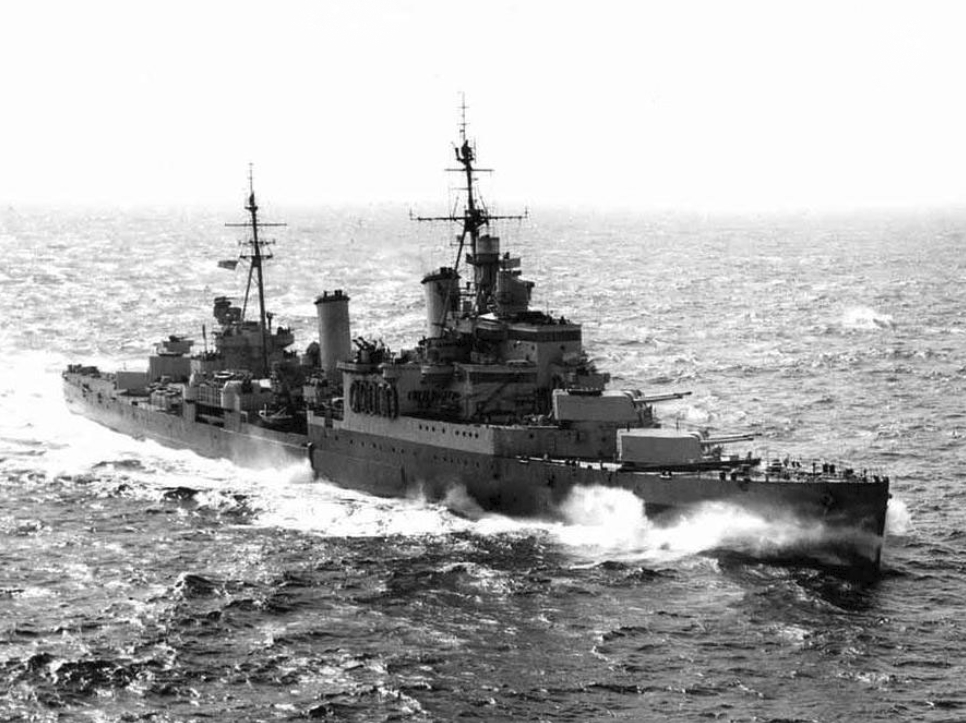
L'incrociatore leggero inglese HMS Sheffield, di scorta al convoglio alleato RA-55A, fu tra le prime unità a individuare l'incrociatore da battaglia tedesco Scharnhorst

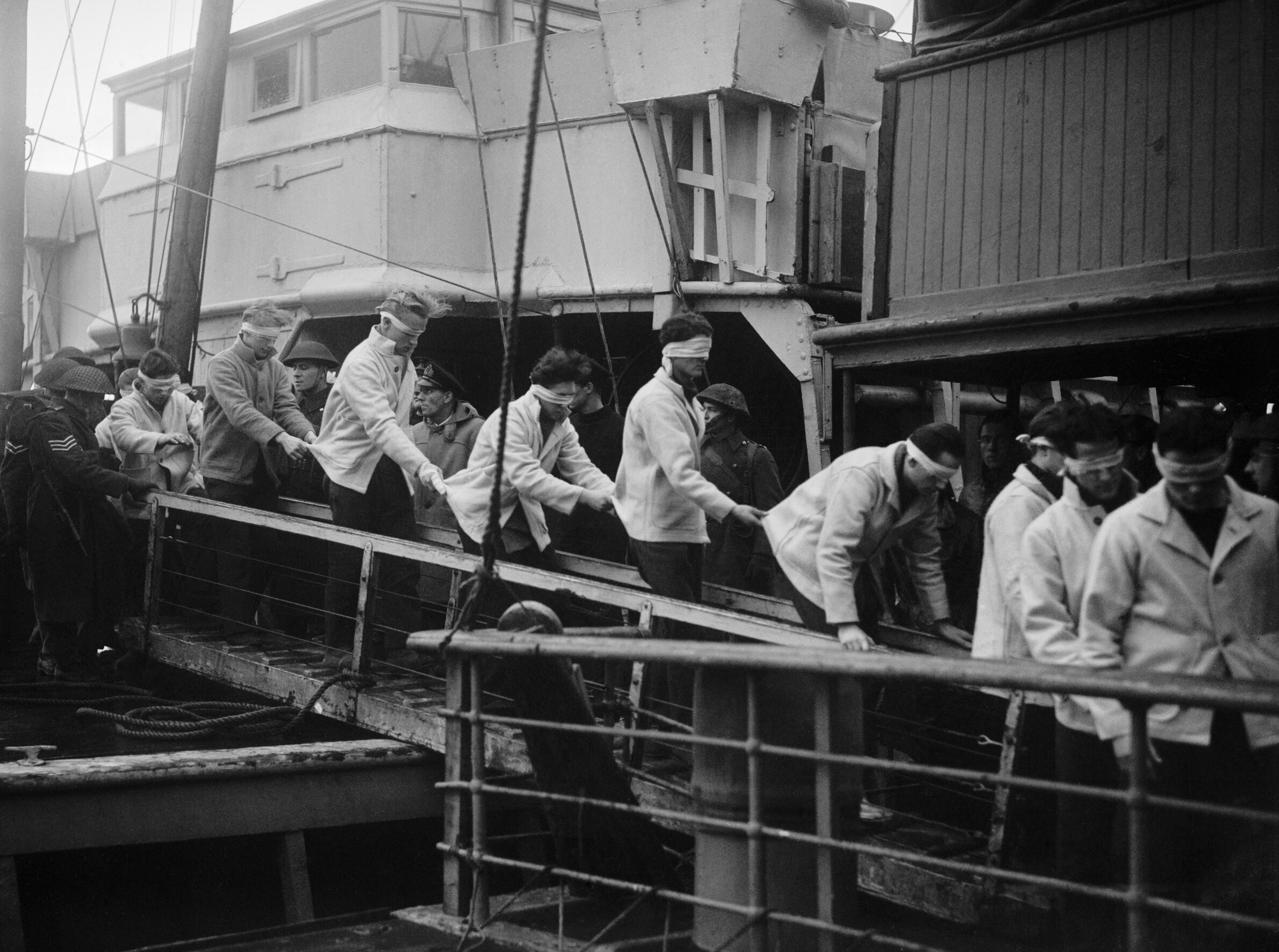
Marinai tedeschi, superstiti dell'affondamento dello Scharnhorst, vengono tradotti bendati sulla nave ammiraglia britannica HMS Duke of York

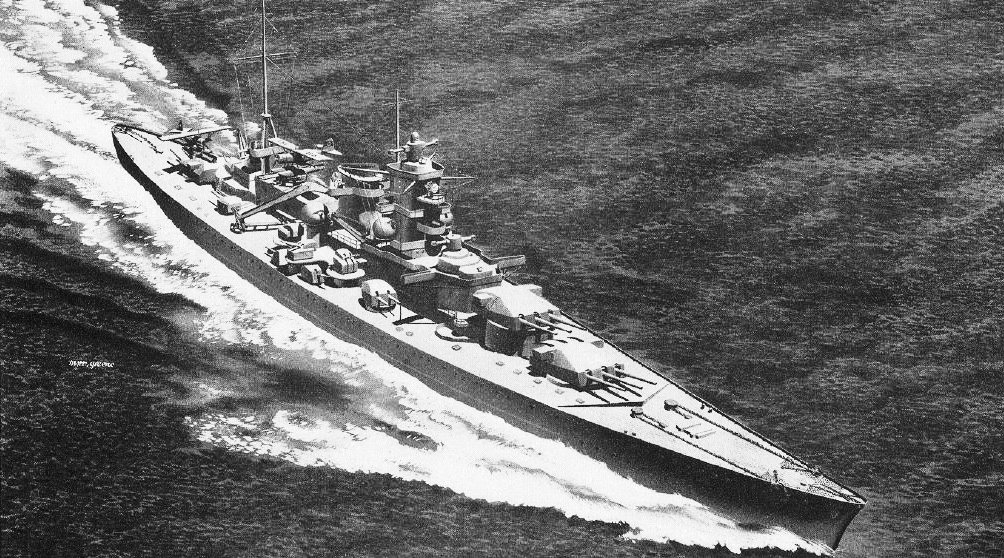
L'incrociatore da battaglia tedesco Scharnhorst

Le squadre nemiche continuavano ad avvicinarsi nell'oscurità della notte polare e, alle ore 09:24, l'incrociatore leggero HMS Belfast, che aveva individuato lo Scharnhorst con il radar a una distanza di circa 17 miglia e lo aveva seguito per circa 40 minuti, aprì il fuoco, seguita pochi minuti dopo dall'incrociatore pesante HMS Norfolk, sopraggiunto insieme all'altro incrociatore leggero HMS Sheffield; l'incrociatore da battaglia tedesco fu colpito all'albero di trinchetto e il radar di prua fu distrutto, ma il contrammiraglio Bey, invece che accettare lo scontro utilizzando la maggiore gittata e la maggiore potenza dei suoi pezzi rispetto a quelli delle navi alleate, si allontanò, proseguendo nella ricerca del convoglio che continuava a dirigersi verso nord, spingendo la nave tedesca sempre più lontana dalla sua base.
La ricerca del convoglio da parte dello Scharnhorst proseguì per altre due ore e, alle ore 12:05, avvenne un altro scambio di colpi; l'HMS Norfolk fu colpito due volte, venendo gravemente danneggiato, ma il contrammiraglio Bey solo in quel momento si rese conto che le unità britanniche si erano frapposte tra lui e il convoglio e che il proseguimento della caccia avrebbe costituito un eccessivo rischio per la sua nave, anche tenendo conto della difficoltà, a causa della disponibilità del solo radar di poppa, nell'individuazione delle unità nemiche; ritenne pertanto di interrompere la ricerca e di fare rotta verso sud-est per tentare di raggiungere la Norvegia, segnalando contemporaneamente ai cacciatorpediniere della sua scorta di fare altrettanto.
L'incrociatore da battaglia tedesco sulla sua rotta di rientro venne seguito dai tre incrociatori della squadra di Burnett, ma il contrammiraglio Bey considerò che la maggiore velocità e la maggiore potenza dei pezzi della sua nave l'avrebbero messa al riparo dal pericolo, non sapendo che la corazzata HMS Duke of York stava sopraggiungendo su di una rotta trasversale rispetto allo Scharnhorst che, alle ore 16:17, venne individuato a una distanza di circa 22 miglia dalla nave ammiraglia britannica e, alle ore 16:54, fu illuminato dai proiettori e dai bengala lanciati dall'HMS Belfast, permettendo all'HMS Duke of York di aprire il fuoco a una distanza di circa 14 miglia; nello scambio di colpi che seguì, entrambe le navi vennero danneggiate, ma i colpi ricevuti dallo Scharnhorst, che proseguiva nella sua rotta verso sud, ne ridussero la velocità a soli 10 nodi, permettendo anche ai cacciatorpediniere di avvicinarvisi.
Alle ore 18:24 il contrammiraglio Bey, constatata la gravità della situazione, inviò a Berlino il messaggio "combatteremo fino all'ultimo colpo" e contemporaneamente fece trasportare le munizioni dai depositi delle torri prodiere, ormai inutilizzabili, alla torre di poppa, permettendo allo Scharnhorst di continuare a sparare; quattro cacciatorpediniere della squadra di Fraser che erano riusciti a raggiungerlo le lanciarono però contro ventisette siluri, di cui solo tre andarono a segno, riuscendo comunque a rallentare ulteriormente la navigazione dell'incrociatore da battaglia tedesco che, quasi immobilizzato, venne colpito da dieci salve della HMS Duke of York; alle ore 19:12, l'HMS Belfast colpì la torre poppiera, lasciando disponibili solo due cannoni da 150 mm per rispondere al fuoco, ma, alle ore 19:30, anche questi furono ridotti al silenzio e, alle ore 19:57, la nave si capovolse e affondò; solo 36 dei 1 968 uomini imbarcati sullo Scharnhorst vennero raccolti e salvati dal cacciatorpediniere HMS Scorpion e tradotti sulla nave ammiraglia britannica.

## Epilogo
Dopo l'affondamento dello Scharnhorst l'ammiraglio Fraser rese gli onori all'equipaggio dell'incrociatore da battaglia tedesco lanciando una corona in mare, venendo nominato "Primo Barone di Capo Nord", in omaggio alla sua vittoria, mentre, da parte tedesca, la perdita della grande unità di superficie lasciò la Kriegsmarine con la sola Tirpitz, peraltro in quel momento ancora in riparazione, a minacciare concretamente la navigazione dei convogli artici. La battaglia di Capo Nord costituì l'ultima battaglia navale combattuta tra tedeschi e alleati con unità di superficie per tutta la durata del conflitto; da quel momento, fino alla fine della seconda guerra mondiale, le uniche azioni attuate dai tedeschi furono condotte solo con aerei o sottomarini.